# حيدريك (مقاطعة دلفان)
حيدريك (بالفارسية: حیدریک) هي قرية تقع في لرستان في إيران. يقدر عدد سكانها بـ 34 نسمة بحسب إحصاء 2016.